# Джефферсон (округ, Айдахо)
Дже́фферсон (англ. Jefferson) — округ в штате Айдахо. Административным центром является крупнейший город округа — Ригби.

## История
Округ образован 18 февраля 1913 года. Назван в честь Томаса Джефферсона, 3-го президента США. Первыми поселенцами на территории округа были мормоны, создавшие оросительную систему.

## География
Округ Джефферсон располагается в восточной части штата Айдахо. Площадь округа составляет 2863 км², из которых 27 км² (0,95 %) занято водой.
|        |            | Кларк   | Фримонт |  |
| Бьютт  | север      | Мадисон |         |  |
| Бьютт  | Джефферсон | Мадисон |         |  |
| Бьютт  | юг         | Мадисон |         |  |
| Бингем | Бонневилл  |         |         |  |

### Дороги
- — I-15
- — US 20
- — SH-22
- — SH-28
- — SH-33
- — SH-48

### Города округа
- Льюисвилл
- Мад-Лейк
- Менан
- Монтевью
- Ригби
- Рири
- Робертс
- Терретон
- Хеймер

### Достопримечательности и охраняемые природные зоны
- Камас
- Карибу-Тарги

## Демография

Диаграмма возрастного состава населения

По состоянию на июль 2008 года население округа составляло 23 860 человек. С 2003 года население увеличилось на 17,97 %. Ниже приводится динамика численности населения округа.